# 伊織羽音
伊織 羽音（いおり うた、2000年4月4日  - ）は、日本のAV女優。アトラクティブ所属。長野県出身。

## 略歴
2022年2月1日にデビュー。元Fitch専属。

## 作品

### アダルトDVD

#### 2022年
- 19歳 未完の果実 期待と不安に揺れるGcup美○女 伊織羽音AVデビュー! 伊織羽音（2月1日、Fitch）
- Fitch専属第2弾! 19歳 Gcup美○女 初めて体験する巨根と膣奥絶頂3本番 伊織羽音（3月1日、Fitch）
- Gカップ制服美○女の卑猥な援交教育 学校を抜け出しおじさんに教えて貰う生々しい大人の性交 伊織羽音（4月5日、Fitch）
- 大好きな母の目の前で… 義父の媚薬チ〇ポ調教でキメセク堕ち 洗脳される巨乳女子大生 伊織羽音・神納花（5月3日、Fitch）
- 人生初の中出し解禁! 常に若女将が密着つきっきりで丁寧に貴方の肉棒をもてなす最高の射精旅館 伊織羽音（6月7日、Fitch）
- 出張先の旅館でまさかの相部屋! 大嫌いな上司に死ぬほどイカされて… 伊織羽音（7月5日、Fitch）
- オヤジのハメ撮りドキュメント ねっとり濃厚に貪り尽くす体液ドロドロ汗だく性交 伊織羽音（8月2日、Fitch）
- 最高級美○女中出しソープ 客観Ver 伊織羽音（9月8日、アイエナジー）
- 最高の愛人と、最高の中出し性交。 70 看護師 うた (24歳) 独身 天然Gカップ × 不倫 × 背徳中出し（9月16日、プレステージ）
- 取引先との飲み会で終電を逃した僕は、後輩女子の誘惑に負けて愛妻に嘘をつき、種付け社内不倫をしてしまった。伊織羽音（10月25日、h.m.p DORAMA）
- 素人ナンパ 代々木でみつけたウブな女子○生に18cmメガチ〇ポを素股してもらったら、こんなにヤラしい事になりました。 星宮ゆのん・伊織羽音・希咲那奈（11月23日、アイエナジー）全3名
- 凌辱の洗礼 伊織羽音（12月6日、アタッカーズ）
- アナルのシワの数までハッキリわかる ノーモザイク連続絶頂アナル見せオナニー 13（12月22日、アイエナジー）全12名

#### 2023年
- 強制媚薬レズ狂い 伊織羽音・松本いちか・神納花（1月3日、アタッカーズ）全3名
- Fitch専属全7タイトル9SEX17コーナー収録! 19歳天然Gカップ美少女 伊織羽音8時間BEST（1月17日、Fitch）※単体ベスト
- 結婚目前の教え子を監禁調教 その一部始終を小説化して文学賞を獲得した元国語教師。伊織羽音（2月7日、アタッカーズ）
- Gカップ巨乳美女がハマる性感ぬるぬるオイルマッサージ 伊織羽音（3月16日、MAXING）
- 隣の変態大家におっぱいを揉まれ毎日犯されてます（4月11日、unfinished）
- 撮影モデルを頼まれた僕の妻が寝取られて…（5月11日、ヒビノ）
- オイルマニア 伊織羽音（5月20日、プラネットプラス）
- 義父との不倫セックスでストレスを発散する巨乳妻はそのままの勢いで義父の命を散らせてしまう（5月30日、マザー）
- バイト先で働く美しい人妻を家に連れ込み中出しセックス（7月4日、VENUS）
- チ○ポがふやけるほどのお掃除フェラで何度もおねだりしちゃうドスケベ彼女（7月20日、プラネットプラス）
- 弟に犯された女性ゲーマー オンライン実況、生レイプ配信（8月1日、アタッカーズ）

### アダルト動画配信

#### 2022年
- 【騎乗位がスゴイ!】 これまでに付き合った人数二人、セフレ無し、応募動機は「自分に自信を持ちたくて……」 どんな初々しいプレイを見せてくれるのかと思っていたら女優張りのテクニシャンな腰つきを騎乗位で披露! 経歴詐称はいけませんよ……? ネットでAV応募→AV体験撮影 1904 うた 21歳 大学4年生 (経済学部)（9月3日、シロウトTV）
- うた(18) / 経験少な目ほぼ新品マ●コに人生初3連続中出しSEX【1限目】男子の視線を一身に集めるGカップを独り占め! 【2限目】たどたどしいパイズリに煽られて精子逆流追い打ち種付け&デカパイぶっかけ!（9月15日、しろうとまんまん）
- 百戦錬磨のナンパ師のヤリ部屋で、連れ込みSEX隠し撮り 260 うた 20歳 ゲーセンの店員 デートの帰りに口説いて連れ込んだ巨乳娘! 脱がすとハリがあってボリューミーで… 抱き心地のいいむっちりボディに興奮して思わずガン突き! 可愛らしい喘ぎ声と中イキする姿は隠しカメラで永久保存!（9月20日、ナンパTV）
- 「彼氏に言われて来ました」 彼氏に円光させられてる可哀想なGカップ女子に、円光オジサンが同情の大量中出し! 【ゆう・1◯歳・2年生】（10月16日、しろうとまんまん）

#### 2023年
- 【電車痴かん】エロ乳JKがT大受験を衝撃カミングアウト★優等生過ぎる美少女の超絶スケベな連続リアル逝き（2月24日、Pcolle/ゆず故障）
- 【《脱がせば爆乳ドスケベBODY × ほぼ処女》神待ち家出少女】 SNSで拾った地味目イモっ子(18歳)と援交ハメ撮り!! 揉めば弾ける爆乳、慣れない手つき、初々しさにおじ暴走…!! 経験人数たった1人のウブなワレメに問答無用の無許可中出し! 『やだ、もうしない…。』と嫌がる彼女… 無理くりスケスケ制服コスに着替えさせ生ハメ2回戦!! 膣内に残った精子をバイブで掻きまわし、トドメのチ●ポで絶頂アクメ→濃厚ザーメンぶっかけ!! 【あまちゅあハメREC＃おと＃家出少女】（3月21日、MOON FORCE）
- いおり（4月1日、素人ホイホイZ）
- U.I（4月4日、素人ホイホイLOVER）
- セフレを3人も抱えるむっちりグラマラススタイルが魅力的な看護師が登場！男を魅了する巨乳が様々な体位でいやらしく躍り、ピストンに身を委ねて喘ぎイク！（4月6日、ラグジュTV）
- UTA（4月6日、素人ホイホイSH）
- 【盗撮】お互いに彼氏・彼女がいるのにも関わらずこっそり密会SEXをしちゃう様子を盗撮。同じ大学のサークル仲間だったはずがいつの間にかセフレになっていた2人。貪り狂うようにお互いの身体を欲して遂には中出しSEXにまで発展してしまう。【流出××】 リオ（4月14日、素人CLOVER）
- 経験人数2人の22歳Gカップ！自由にイキたい期間限定清楚系黒髪美女 伊織羽音@ノースキンズ！【中出しドキュメント】（5月19日、ノースキンズ）
- 【全員最強スタイル】SSS級スタイルを持つ完全無欠美女限定ALL生ハメ祭〈元芸能人Fカップ最強美脚モデル・岬さくら＆22歳Gカップ最強スタイル女神・藤子みお＆経験人数2人の22歳Gカップ・伊織羽音＆高身長180cmのSUPERモデル級美女ギャル渋谷華〉〉【ノーカット収録】536分… 岬さくら・藤子みお・伊織羽音・渋谷華（9月1日、ノースキンズ）全4名

### イメージDVD
- nudie 伊織羽音（2022年5月27日、スパイスビジュアル）